# Casey Comber
Casey Comber (* 4. November 1996 in Horsham, Pennsylvania) ist ein US-amerikanischer Leichtathlet, der im Mittel- und Langstreckenlauf an den Start geht.

## Sportliche Laufbahn
Casey Comber wuchs in Maple Glen in Pennsylvania auf und studierte ab 2016 an der Villanova University. Erste internationale Erfahrungen sammelte er im Jahr 2023, als er bei den Panamerikanischen Spielen in Santiago de Chile in 3:39,90 min die Bronzemedaille im 1500-Meter-Lauf hinter den Kanadiern Charles Philibert-Thiboutot und Robert Heppenstall gewann.

## Persönlichkeiten
- 1500 Meter: 3:34,24 min, 17. Juni 2023 in Nizza
  - 1500 Meter (Halle): 3:37,51 min, 26. Februar 2023 in Boston
- Meile: 3:56,33 min, 14. Juli 2023 in Dublin
  - Meile (Halle): 3:54,01 min, 26. Februar 2023 in Boston
  - 3000 Meter (Halle): 7:43,53 min, 28. Januar 2023 in New York City
- 5000 Meter: 13:31,85 min, 26. Mai 2023 in Los Angeles